# 馬德里申辦2020年夏季奧運會計劃
馬德里申辦2020年夏季奧運會計劃（西班牙语：Candidatura de Madrid a los Juegos Olímpicos de 2020）是西班牙馬德里和西班牙奥林匹克委员会共同申辦2020年夏季奥运会計劃。2013年9月7日，在阿根廷首都布宜诺斯艾利斯举行的第125届国际奥委会全体会议上决定2020年夏季奥运会申办城市為東京。